# Robert d'Àustria-Este
Robert d'Àustria-Este, duc de Mòdena (Viena 1915 - Basilea 1996). Arxiduc d'Àustria, príncep de Bohèmia i d'Hongria i cap de la casa ducal de Mòdena amb el tractament d'altesa imperial i reial.
Nascut a la ciutat de Viena el dia 8 de febrer de 1915, fill de l'emperador Carles I d'Àustria i de la princesa Zita de Borbó-Parma. L'arxiduc era net per via paterna de l'arxiduc Otó d'Àustria i de la princesa Maria Josepa de Saxònia i per via materna ho era del duc Robert I de Parma i de la infanta Maria Antònia de Portugal.
Casat el dia 29 de desembre de 1953 al poblet francès de Brou amb la princesa Margarida de Savoia-Aosta, filla del duc Amadeu de Savoia-Aosta i de la princesa Anna d'Orleans. La parella va tenir cinc fills:
- SAIR l'arxiduquessa Maria Beatriu d'Àustria-Este, nascuda a Bolougne sur Seine el 1954 i casada a Chartres amb el duc Ricard d'Arco-Zinneberg.
- SAIR l'arxiduc Llorenç d'Àustria-Este, nascut a Boulogne sur Seine el 1955. Es casà el 1986 a Brussel·les amb la princesa Àstrid de Bèlgica.
- SAIR l'arxiduc Gerard d'Àustria-Este, nascut a Boulogne-sur-Seine el 1957.
- SAIR l'arxiduc Martí d'Àustria-Este, nascut a Boulogne-sur-Seine el 1960. Es casà l'any 2004 amb la princesa Caterina d'Isenburg-Büdingen.
- SAIR l'arxiduquessa Isabel d'Àustria-Este, nascuda a Boulogne-sur-Seine el 1963. Es casà amb el comte Andrea Czarnocki-Lucheschi.

L'any 1922, a Madeira, l'emperador Carles I d'Àustria morí com a conseqüència d'una pneumònia. Mancats de recursos econòmics, desposseïts de les seves propietats privades a Àustria així com de la nacionalitat austríaca, els Habsburg reben el suport del rei Alfons XIII d'Espanya el qual els ofereix un palauet a la ciutat basca de Zarautz.
Robert d'Àustria-Este rebé del seu pare el ducat de Mòdena i la branca secundària de la Casa d'Àustria-Este. A partir d'aquest moment, Robert passà a titular-se duc de Modèna i a cognominar-se Àustria-Este.
Robert passà el títol al seu fill Llorenç a la seva mort, l'any 1996, en un hospital suís.